# 400
Rok 400 (CD) byl přestupný rok, který podle juliánského kalendáře započal nedělí. V Římské říši byl tento rok znám jako Rok konzulátu Stilicha a Aureliána (nebo také jako 1153 Ab urbe condita). Podle židovského kalendáře došlo k přelomu let 4160 a 4161.

## Události

#### Římská říše
- 9. leden – Císař Arcadius daruje své manželce Aelii Eudoxii oficiální titul Augusty. Má povoleno nosit fialové paludamentum a je zobrazena na římských mincích.
- Pretoriánský prefekt Anthemius je poslán jako vyslanec do hlavního perského města Ktésifón, aby poblahopřál jménem Římské říše králi Jazdkartovi I. k nástupu na trůn.
- V Konstantinopoli vypuká vzpoura - Velký palác je vypálen. Gainas, góthský vůdce, se snaží zachránit své vojáky a vyvést je z města. Císařští vojáci však zajmou 7 tisíc z nich a popravují je. Po masakru se Gainas pokusí utéct přes Dardanely, ale jeho flotila je zničena Fravittou, gothským náčelníkem v císařských službách.
- Zima – Gainas vede zbývájící Góthy zpátky do jejich domoviny přes Dunaj. Po cestě se setkávají s Huny a jsou jimi poraženi. Hunský vůdce Uldin odevzdává Gainase do Konstantinopole, kde jej císaři předává jako diplomatický dar. Gainas je následně popraven.

## Narození
- Lev I. Veliký – 45. papež římskokatolické církve (přibližné datum)
- Aspar, východořímský konstantinopolský patriarcha, vůdce germánské armády (přibližné datum)
- Hydatius, galicijský biskup a kronikář († 469)
- Sozemenós, byzantský historik († 450)
- Salvianus, křesťanský spisovatel žijící v Galicii († 470)

## Úmrtí
- Císařovna Duan, manželka čínské císaře Muronga Bao
- Gainas, gótský vůdce a magister militum Východořímské říše
- Li Lingrong, konkubína čínského císaře Jianwena

## Hlavy států
- Papež – Anastasius I. (399–401)
- Východořímská říše – Arcadius (395–408)
- Západořímská říše – Honorius (395–423)
- Perská říše – Jazdkart I. (399–421)
- Vizigóti – Alarich I. (395–410)